# Kościół św. Piotra Kanizjusza we Wrocławiu
Kościół św. Piotra Kanizjusza (niem. St Petrus-Kanisius Kirche) – kościół, który znajdował się we Wrocławiu przy ul. Grunwaldzkiej 59.

## Historia
Kościół został wybudowany w 1926 roku według projektu przez Kurta Langera. Został zniszczony w 1945 roku.